# Fi Velorum
Fi Velorum – jedna z jaśniejszych gwiazd w gwiazdozbiorze Żagla, leży w odległości ok. 1586 lat świetlnych od Słońca. Jest gwiazdą o bardzo dużej jasności absolutnej wynoszącej –4,91m, jej jasność wizualna zaś to 3,52m. Temperatura powierzchni fi Velorum sięga ok. 13 600 K. Gwiazda należy do typu widmowego B5 Ib lub B6II(zob. diagram Hertzsprunga-Russella).
W odległości nieco powyżej pół minuty łuku znajduje się gwiazda 12 wielkości Fi Velorum B – olbrzym typu widmowego K, jednak jest on położony około pięciokrotnie dalej, zatem gwiazdy te nie tworzą układu podwójnego.